# Star Trek: Discovery temporada 2
La segona temporada de la sèrie de televisió estatunidenca Star Trek: Discovery està ambientada una dècada abans de Star Trek: La sèrie original al segle XXIII i segueix la tripulació de la nau estel·lar Discovery. Amb la tripulació de l'USS Enterprise investiguen set senyals que van ser enviades per un viatger del temps per evitar que una intel·ligència artificial rebel destrueixi tota la vida sensible. La temporada va ser produïda per CBS Television Studios en associació amb Secret Hideout i Roddenberry Entertainment, amb Alex Kurtzman com a productor creador.
Sonequa Martin-Green interpreta Michael Burnham, primer oficial de la Discovery, juntament amb el retorn de Doug Jones, Anthony Rapp, Mary Wiseman i Shazad Latif. A ells s'uneixen l'exestrella convidada recurrent Wilson Cruz, i Anson Mount com el capità Christopher Pike de lEnterprise. La temporada es va encarregar oficialment a l'octubre de 2017 i va presentar lEnterprise i la seva tripulació, inclosa l'estrella convidada recurrent Ethan Peck com a Spock i l'estrella convidada Rebecca Romijn com a Número U, per ajudar a alinear la sèrie amb la franquícia més gran de Star Trek, ja que aquests personatges es van originar a La sèrie original. Els dissenys de l'"Enterprise" i els seus uniformes es van actualitzar per adaptar-se a l'estil més modern de la "Discovery". El rodatge va tenir lloc a Toronto, Canadà, d'abril a desembre de 2018. El cocreador Kurtzman va optar per utilitzar lents anamòrfiques a la temporada per fer-la més cinematogràfica, i va assumir el càrrec de productor creador de la primera temporada de Gretchen J. Berg i Aaron Harberts després que fossin acomiadats durant la producció. La temporada connecta amb la sèrie de curtmetratges complementària "Star Trek: Short Treks".
La temporada de 14 episodis es va estrenar del 17 de gener al 18 d'abril de 2019 al servei de streaming CBS All Access. Molts crítics la van considerar una millora respecte a la primera temporada, lloant el seu to més lleuger, el repartiment (especialment Mount i l'estrella convidada Tig Notaro), i l'alt valor de producció. Els intents de la temporada per alinear-se amb la continuïtat existent de "Star Trek" van rebre crítiques diverses. Va guanyar un Premi Primetime Creative Arts Emmy pel seu maquillatge protètic, i va rebre diversos altres premis i nominacions. Una tercera temporada es va encarregar al febrer de 2019, i després que els fans i la crítica demanessin una sèrie derivada protagonitzada per Mount, Peck i Romijn, CBS All Access va encarregar Star Trek: Strange New Worlds al maig de 2020.

## Episodis
| 16 | 1  | «Brother»                       | Alex Kurtzman        | Ted Sullivan & Gretchen J. Berg & Aaron Harberts                                                          | 17 de gener de 2019  |
| De camí a Vulcà per recollir el seu nou capità després que Gabriel Lorca traís la tripulació durant la Guerra Federació-Klíngons, l'USS Discovery rep una senyal de socors de l'USS Enterprise. El capità Christopher Pike pren el comandament d'emergència, explicant que l'Enterprise va patir danys catastròfics mentre investigava set senyals misteriosos escampats per la galàxia. Sis senyals han desaparegut des de llavors, i quan la Discovery arriba a la setena ubicació, també desapareix. Allà, la tripulació descobreix les restes de l'USS "Hiawatha", que es creia perdut durant la guerra, en un asteroide compost de matèria no bariònica. A dins troben l'enginyer en cap Jett Reno cuidant els últims supervivents. Mentre els ajuda a baixar de l'asteroide, la comandant Michael Burnham veu el que ella descriu com un "àngel vermell". Burnham visita l'"Enterprise" per registrar els allotjaments del seu germà adoptiu Spock, que Pike revela que està de permís d'absència de la Flota Estel·lar. Descobreix un fitxer del registre de Spock que descriu malsons dels set senyals i l'àngel vermell que ha tingut des de la infància. |    |                                 |                      | |                      |
| 17 | 2  | «New Eden»                      | Jonathan Frakes      | Història de : Akiva Goldsman & Sean Cochran Guió de : Vaun Wilmott & Sean Cochran                         | 24 de gener de 2019  |
| Davant l'entrada del registre, Pike revela que Spock es va internar en una unitat psiquiàtrica una setmana després de marxar i va demanar a la Flota Estel·lar que no informés ni a Burnham ni als seus pares. La «Discovery» detecta un altre senyal i utilitza el seu motor d'espores experimental per viatjar-hi, trobant un planeta amb una població humana prèviament desconeguda. Una transmissió en bucle suggereix que la població va abandonar la Terra durant la Tercera Guerra Mundial. Pike i Burnham condueixen un equip a la superfície, trobant una societat primitiva amb una religió que combina múltiples religions. A mesura que la investigació continua, una anomalia produeix una pluja de radiació a nivell d'extinció. L'alferes Sylvia Tilly, seguint el consell d'una companya alferes, utilitza una mostra de la matèria no bariònica de l'asteroide per evitar la catàstrofe. Tilly més tard reconeix l'alferes com May Ahearn, una companya de classe de secundària que va morir cinc anys abans. Pike revisa les imatges d'una càmera de casc que pertanyia a un membre fundador de la societat, que mostren l'Àngel Vermell portant la població a Terralysium des de la Terra. |    |                                 |                      | |                      |
| 18 | 3  | «Point of Light»                | Olatunde Osunsanmi   | Andrew Colville                                                                                           | 31 de gener de 2019  |
| Amanda Grayson, la mare de Spock i la mare adoptiva de Burnham, s'assabenta que Spock ha escapat de la unitat psiquiàtrica i és buscat per l'assassinat de tres metges. Roba els seus registres mèdics i els porta a Discovery per desxifrar-los. Grayson reconeix un dibuix als registres de l'art infantil de Spock: l'Àngel Vermell. Burnham admet haver ferit emocionalment Spock quan eren petits per protegir-lo dels extremistes lògics de Vulcà. A Qo'noS, la líder de la casa klíngon, Kol-Sha, amenaça de matar l'oficial de la Flota Estel·lar Ash Tyler —anteriorment el klíngon Voq— i el líder de l'Imperi Klíngon, L'Rell, per tenir un fill secret junts. La parella mata Kol-Sha amb l'ajuda de Philippa Georgiou, l'exemperadriu de l'Imperi Terrà de l'univers mirall, que ara és una agent de la secreta Secció 31 de la Flota Estel·lar. En una estratagema per consolidar el poder, L'Rell convenç l'Alt Consell Klíngon que Tyler i el nadó són morts. Georgiou porta el nadó a un monestir klíngon i recluta Tyler per a la Secció 31. Burnham i l'enginyer Paul Stamets utilitzen matèria fosca per eliminar un paràsit de Tilly que li va causar l'al·lucinació de May. |    |                                 |                      | |                      |
| 19 | 4  | «An Obol for Charon»            | Lee Rose             | Història de : Jordon Nardino & Gretchen J. Berg & Aaron Harberts Guió de : Alan McElroy & Andrew Colville | 7 de febrer de 2019  |
| Una esfera viva, intel·ligent, de la mida d'un planetoide, treu el «Discovery» de la distorsió i l'immobilitza. La tripulació suposa que l'Esfera té bones intencions i ha recopilat grans quantitats de dades de tota la galàxia que no vol que es perdin abans de morir. Tanmateix, el control de l'Esfera sobre el "Discovery" desencadena el "Vahar'ai" al comandant Saru, una condició fatal per a la seva espècie, els kelpians. L'Esfera transmet la seva informació a la tripulació i mor, alliberant el "Discovery" perquè no quedi atrapat en l'explosió subsegüent. Saru demana a Burnham que l'ajudi a preparar-se per a la seva mort eliminant els seus ganglis amenaçadors, que perceben el perill. Tanmateix, cauen sols i deixen Saru sa i viu sense la por aclaparadora per la qual és coneguda la seva espècie. Mentrestant, el paràsit s'uneix de nou a Tilly, accedint de nou als seus records per comunicar-se com una al·lucinació de May. El paràsit afirma que la "Discovery" gairebé ha destruït el seu ecosistema utilitzant la xarxa micelial de la seva espècie per saltar per l'espai amb l'impulsor d'espores. Aleshores consumeix la Tilly, sense deixar-ne rastre. |    |                                 |                      | |                      |
| 20 | 5  | «Saints of Imperfection»        | David Barrett        | Kirsten Beyer                                                                                             | 14 de febrer de 2019 |
| Stamets i Burnham conclouen que la Tilly ha estat enduda a la xarxa micelial. S’hi desperta amb el paràsit May, que vol que ajudi a aturar un "monstre" que assola el seu món. Discovery troba la llançadora que Spock va utilitzar per escapar de la unitat psiquiàtrica només per descobrir la Georgiou a bord. El capità Leland de la Secció 31 assigna Tyler a "Discovery" com a enllaç per assegurar-se que "Discovery" no interfereixi amb la pròpia investigació de la Secció 31 sobre Spock. "Discovery" realitza un mig salt a la xarxa micelial per donar a Stamets i Burnham un temps limitat per trobar Tilly abans que la xarxa consumeixi la nau. Burnham i Stamets descobreixen que el monstre és el marit de Stamets, Hugh Culber, l'exoficial mèdic de la "Discovery" que Tyler va assassinar durant la guerra. Stamets estava connectat a la xarxa quan Culber va morir, cosa que va permetre que l'energia de Culber fos recreada per les espores. Burnham ara convenç a May perquè utilitzi el capoll del paràsit a la "Discovery", a través del qual Tilly va ser transportada a la xarxa, per reconstruir el cos de Culber a l'espai normal. Abandonen la xarxa amb Culber i Tilly. |    |                                 |                      | |                      |
| 21 | 6  | «The Sound of Thunder»          | Douglas Aarniokoski  | Bo Yeon Kim & Erika Lippoldt                                                                              | 21 de febrer de 2019 |
| Un altre dels senyals misteriosos condueix la Discovery al món natal de Saru, Kaminar, on els porucs kelpians són presa de depredadors anomenats Ba'ul, que exigeixen que Pike els lliuri Saru, ja que la Flota Estel·lar ha acceptat mantenir-se al marge del conflicte entre les dues espècies. Pike s'hi nega, però Saru es lliura per evitar una baralla. La Tilly treballa amb el tinent comandant Airiam, tecnològicament augmentat, per filtrar la informació de l'Esfera sobre Kaminar: descobreixen que els valents Kelpians, post-"Vahar'ai", van ser una vegada l'espècie dominant de Kaminar i gairebé van erradicar els Ba'ul. Aquests últims només van poder sobreviure utilitzant la seva tecnologia superior per sacrificar els kelpians abans que perdessin els seus ganglis d'amenaça i esdevinguessin valents. Pike utilitza la tecnologia dels Ba'ul per activar el "Vahar'ai" en tots els Kelpians, amb l'esperança que les dues espècies puguin treballar per aconseguir una solució pacífica un cop els Kelpians siguin alliberats. Els Ba'ul prenen represàlies contra les accions de la Flota Estel·lar intentant un genocidi contra els kelpians, però són aturats per l'Àngel Vermell, que Saru veu com un humanoide que porta un vestit molt avançat. |    |                                 |                      | |                      |
| 22 | 7  | «Light and Shadows»             | Marta Cunningham     | Història de : Ted Sullivan & Vaun Wilmott Guió de : Ted Sullivan                                          | 28 de febrer de 2019 |
| La Discovery s'enfronta a una anomalia temporal mentre investiga el senyal de l'Àngel Vermell sobre Kaminar. Pike i Tyler investiguen l'anomalia en una llançadora, enviant-hi una sonda. Aquesta mateixa sonda aviat torna a través de l'anomalia després d'haver estat actualitzada amb tecnologia futura. Ataca la llançadora i infecta en secret els augments d'Airiam utilitzant el sistema informàtic de la llançadora. Pike i Tyler destrueixen la sonda amb l'ajuda de Stamets, ja que la seva exposició a la xarxa micelial li permet ignorar les discrepàncies temporals de l'anomalia. Mentrestant, Burnham visita Vulcà mentre continua buscant Spock. Enfrontant-se a Grayson, Burnham s'assabenta que la seva mare ha estat amagant Spock, que està en dificultats psicològiques i repeteix frases i una sèrie de números. El seu pare Sarek instrueix a Burnham perquè confiï en la Flota Estel·lar i porti Spock a la Secció 31 per arreglar la seva ment. Els metges de la Secció 31 afirmen que el poden ajudar, però Georgiou l'adverteix que Spock no sobreviurà a l'extractor de memòria que la Secció 31 té previst utilitzar contra ell. Georgiou ajuda Burnham a organitzar un atac que permet a Burnham i Spock escapar de la nau. |    |                                 |                      | |                      |
| 23 | 8  | «If Memory Serves»              | T. J. Scott          | Dan Dworkin & Jay Beattie                                                                                 | 7 de març de 2019    |
| Anteriorment, l'Enterprise va visitar el planeta Talos IV on Pike i Spock van conèixer els talosians, éssers que poden crear il·lusions increïbles. Pike es va enamorar de Vina, una tripulant ferida de la Federació a càrrec dels talosians, però no va poder abandonar el planeta a causa de les habilitats dels talosians que la mantenien viva. Pike va optar per tornar a l'«Enterprise», i la Flota Estel·lar va prohibir futures visites a Talos IV. En el present, Burnham i Spock viatgen en secret a Talos IV, on els talosians curen la ment de Spock a canvi dels records de Burnham de les cicatrius emocionals de Spock, que els interessa observar. Spock revela que es va fusionar mentalment amb l'Àngel Vermell, un viatger del temps que intenta evitar una catàstrofe galàctica en el futur. Stamets intenta reconnectar amb Culber, que està passant per una crisi d'identitat des de la seva resurrecció. Culber s'enfronta a Tyler, però s'adona que aquest últim està passant per una crisi similar. La "Discovery" recull Spock i Burnham, i escapen mentre la Secció 31 es distreu per les il·lusions creades pels talosians. |    |                                 |                      | |                      |
| 24 | 9  | «Project Daedalus»              | Jonathan Frakes      | Michelle Paradise                                                                                         | 14 de març de 2019   |
| L'almirall de la Flota Estel·lar Katrina Cornwell aborda en secret la "Discovery" per interrogar Spock i porta imatges de vídeo que mostren Spock assassinant els tres metges. Saru descobreix que la Secció 31 va falsificar les imatges utilitzant hologrames, i Cornwell dirigeix la "Discovery" a la seu de la Secció 31, on es guarda la intel·ligència artificial de Control de la Flota Estel·lar. Control és el responsable de la falsificació i ha estat ordenant a la Secció 31 que persegueixi Spock. Burnham, l'oficial de seguretat Nhan i l'Airiam es teleporten a la seu per trobar el personal, inclòs el lideratge de la Secció 31, mort després que Control desactivés els sistemes de suport vital. L'Airiam té la tasca de restaurar Control al propòsit previst de la Flota Estel·lar, però el virus del futur que porta és en realitat el mateix Control i, en canvi, intenta carregar el coneixement de l'Esfera sobre tota la intel·ligència artificial a la base de dades de Control. L'Airiam demana ser expulsada a l'espai abans que Control obtingui el coneixement que desitja; Burnham dubta, però la comandant Nhan abandona l'Airiam abans que sigui massa tard. L'Airiam mor revivint el seu record preferit d'abans que fos augmentada tecnològicament. |    |                                 |                      | |                      |
| 25 | 10 | «The Red Angel»                 | Hanelle M. Culpepper | Chris Silvestri & Anthony Maranville                                                                      | 21 de març de 2019   |
| Mentre es prepara per al funeral d'Airiam, el seu sistema és purgat del virus Control juntament amb tots els altres sistemes de Control de la Flota Estel·lar. Mentre ho fa, Tilly descobreix una exploració bioneural de l'àngel vermell al codi d'Airiam que coincideix amb Burnham. Leland revela que la Secció 31 va construir el vestit de viatge en el temps de l'àngel vermell fa vint anys en una cursa d'armes temporals amb els klíngons i que els pares biològics de Burnham havien format part d'aquest programa. La imprudència de Leland en aquell moment va provocar la seva mort. La tripulació ara planeja utilitzar Burnham com a esquer per a l'Àngel Vermell. La "Discovery" viatja a Essof IV, on hi ha prou energia per alimentar la seva trampa. Burnham queda a l'atmosfera irrespirable del planeta fins que apareix l'Àngel Vermell. La nau de la Secció 31 de Leland pot tancar el forat de cuc darrere de l'Àngel Vermell per evitar que la versió futura de Control la segueixi, tot i que Leland és atacat per la versió actual de Control, que encara està activa dins de la seva nau. L'Àngel Vermell queda atrapat a la trampa i reviu Burnham momentàniament morta, que reconeix la figura com la seva mare. |    |                                 |                      | |                      |
| 26 | 11 | «Perpetual Infinity»            | Maja Vrvilo          | Alan McElroy & Brandon Schultz                                                                            | 28 de març de 2019   |
| Quan el laboratori dels Burnham va ser atacat pels klíngons fa anys, la mare de Michael es va posar el vestit experimental de viatge en el temps per tornar enrere una hora i advertir-los de l'atac imminent. En canvi, va arribar 950 anys en el futur per trobar tota la vida sensible destruïda per Control. Lligant-se a un planeta proper, la Dra. Burnham va fer més de 840 intents per canviar el futur, inclòs el trasllat d'humans al seu nou planeta, Terralysium, per provar com pot canviar la història. Intentant evitar que Control obtingués les dades de l'Esfera, la Dra. Burnham va ser el responsable d'indicar que l'Esfera es creués amb el "Discovery". Ara, la tripulació del "Discovery" planeja carregar les dades de l'Esfera al vestit i enviar-les al futur, on Control no hi podrà accedir mentre manté la Dra. Burnham al present, però un Leland posseït per Control intercepta la seva càrrega. Georgiou i Tyler s'enfronten a Leland, Tyler és greument ferit però capaç d'avisar el "Discovery". La tripulació es veu obligada a tallar la transmissió i alliberar la Dra. Burnham de tornada al futur, amb el vestit ara danyat. Control-Leland escapa amb la meitat de les dades de l'Esfera. |    |                                 |                      | |                      |
| 27 | 12 | «Through the Valley of Shadows» | Douglas Aarniokoski  | Bo Yeon Kim & Erika Lippoldt                                                                              | 4 d'abril de 2019    |
| Un nou senyal apareix sobre Boreth, un planeta sagrat per als klíngons i que té un monestir on els monjos klíngon guarden els cristalls del temps. Aquests són els mateixos monjos que Tyler i L'Rell va deixar el seu fill perquè el criessin. Pike visita el monestir per recuperar un cristall del temps i descobreix que el seu fill ara és un adult anomenat Tenavik. Tenavik explica que la vida a Boreth es veu afectada pels cristalls i que si Pike en pren un, no podrà canviar el futur que li mostra. Pike veu un futur on queda greument discapacitat en un accident, però decideix prendre el cristall de totes maneres per servir al bé comú. Mentrestant, Burnham i Spock investiguen una nau de la Secció 31 que havia arribat deu minuts més tard del que és habitual i troben tota la tripulació morta excepte un, Kamran Gant, un antic col·lega de Burnham que ha estat posseït per Control i intenta transferir Control al cos de Burnham. Spock aconsegueix aturar Control amb magnetisme, i escapen de tornada a "Discovery". La flota de la Secció 31 aviat arriba, obligant Pike a ordenar que "Discovery" sigui destruït per mantenir les dades de l'Esfera allunyades de Control. |    |                                 |                      | |                      |
| 28 | 13 | «Such Sweet Sorrow»             | Olatunde Osunsanmi   | Michelle Paradise & Jenny Lumet & Alex Kurtzman                                                           | 11 d'abril de 2019   |
| 29 | 14 | «Such Sweet Sorrow»             | Olatunde Osunsanmi   | Michelle Paradise & Jenny Lumet & Alex Kurtzman                                                           | 18 d'abril de 2019   |
| Part 1 : La Discovery escapa per trobar-se amb l'Enterprise. La tripulació de la «Discovery» és evacuada a l'altra nau espacial i inicien la seqüència d'autodestrucció de la «Discovery», però les dades de l'Esfera prenen el control dels sistemes de la «Discovery» i eviten que això passi. També es defensa dels torpedes. Burnham proposa que el cristall del temps s'utilitzi per portar la «Discovery» al futur on Control no hi pugui arribar, i planeja portar una còpia del vestit de la seva mare per conduir la nau allà. Pike hi està d'acord i reprèn el comandament de l'«Enterprise» per mantenir Control distret. Apareix un nou senyal que porta la «Discovery» i l'«Enterprise» al planeta Xahea, governat per l'amiga de Tilly, la reina Me Hani Ika Hali Ka Po. Una enginyera brillant, Po ajuda Stamets, Tilly i Reno a preparar el vestit i el cristall del temps per al viatge. Alguns membres de la tripulació de la «Discovery» decideixen quedar-se amb Burnham, igual que Georgiou, mentre que Pike nomena Saru capità en funcions. A mesura que arriba la flota de la Secció 31, la «Discovery» i l'«Enterprise» es preparen per a la batalla mentre es finalitzen el vestit i el cristall del temps. Part 2 : Tyler recupera la flota klíngon per ajudar a la batalla, mentre que la germana de Saru, la Siranna, arriba amb els caces Ba'ul després de rebre un missatge de comiat de Saru. Stamets està greument ferit i és atès per Culber. Un torpede de la Secció 31 penetra l'«Enterprise» sense detonar, i Cornwell segella la zona circumdant, cosa que evita més danys quan una detonació secundària la mata. Control-Leland aborda la «Discovery» i és derrotat quan Georgiou magnetitza els nanites del seu cos, permetent que la flota de la Secció 31 sigui destruïda. Amb el vestit, Burnham viatja al passat i estableix els cinc senyals que els van portar a aquest punt. A continuació, n'estableix un sisè perquè la «Discovery» segueixi mentre viatja més de 900 anys endavant, i promet establir-ne un setè quan arribin. La tripulació de l'"Enterprise" informa a la Flota Estel·lar que la "Discovery" va ser destruïda a la batalla i se'ls ordena que no en parlin mai més ni de la tripulació (per recomanació de Spock, per evitar un altre incident com el de Control). Tyler és posat al comandament de la Secció 31. Mesos més tard, l'"Enterprise" detecta el setè senyal quan comença una nova aventura. |    |                                 |                      | |                      |

## Repartiment i personatges

### Principal
- Sonequa Martin-Green com a Michael Burnham[3]
- Doug Jones com a Saru[4]
- Anthony Rapp com a Paul Stamets[5]
- Mary Wiseman com a Sylvia Tilly[5]
- Shazad Latif com a Voq / Ash Tyler[6]
- Wilson Cruz com a Hugh Culber[7][8]
- Anson Mount com a Christopher Pike[9]

### Recurrent
- Mia Kirshner com a Amanda Grayson[10]
- Tig Notaro com a Jett Reno[11][12]
- Bahia Watson com a May Ahearn[13]
- Michelle Yeoh com a Philippa Georgiou[14]
- Alan van Sprang com a Leland[15]
- Rachael Ancheril com a Nhan[16]
- Jayne Brook com a Katrina Cornwell[17]
- Ethan Peck com a Spock[18]
- Sonja Sohn com a Gabrielle Burnham / Àngel Vermell[19]

### Actors convidats
- James Frain com a Sarek[20]
- Mary Chieffo com a L'Rell[21]
- Kenneth Mitchell com a Kol-Sha[22] and Tenavik[23]
- Rebecca Romijn com a Una Chin-Riley[24]
- Hannah Spear com a Siranna[25]
- Melissa George com a Vina[26]
- Rob Brownstien com a the Keeper[27]
- Kenric Green com a Mike Burnham[19]
- Yadira Guevara-Prip com a Me Hani Ika Hali Ka Po[25]

## Producció

### Antecedents
El 2 de novembre de 2015, CBS va anunciar una nova sèrie de televisió Star Trek que s'estrenaria el gener de 2017, "immediatament després del 50è aniversari de Star Trek: La sèrie original el 2016. El febrer de 2016, Bryan Fuller, que va començar la seva carrera escrivint per a les sèries Star Trek: Deep Space Nine i Star Trek: Voyager, va ser anunciat com el productor creador de la nova sèrie i cocreador juntament amb Alex Kurtzman. La CBS no tenia un pla per a com seria la nova sèrie quan Fuller s'hi va unir, i va proposar una sèrie antològica on cada temporada fos una sèrie independent i serialitzada ambientada en un lloc diferent. era, començant amb una preqüela de la sèrie original. La CBS va dir a Fuller que comencés amb una sola sèrie serialitzada i veiés com funcionava primer, i va començar a desenvolupar més el concepte de preqüela. A finals del 2016, Fuller havia abandonat la sèrie a causa de conflictes amb la CBS i altres compromisos. Havia contractat Gretchen J. Berg i Aaron Harberts per actuar com a co-productors creadors amb ell, i van prendre el relleu després de la seva marxa. El juny de 2017, Kurtzman va dir que ell i Fuller havien discutit plans per a futures temporades abans de la marxa d'aquest últim.

### Desenvolupament
L'agost de 2017, abans de l'estrena de la sèrie, el productor executiu Akiva Goldsman va declarar que, tot i que la sèrie no és una antologia com Fuller va proposar inicialment, "és una mena d'enfocament híbrid. No crec que busquem una història interminable i contínua de nou o deu anys. Estem buscant arcs que tindran personatges que coneixem i personatges que no coneixem". Kurtzman va explicar que l'arc argumental de la Guerra de la Federació-Klíngon de la primera temporada no continuaria en un segon. Tanmateix, no estava interessat en una sèrie antològica completa perquè "no voldria necessàriament llençar [els personatges] al final de la temporada per a una nova sèrie", i en canvi sentia que els efectes posteriors de la primera temporada es notarien en el futur: "Els resultats de la guerra permetran moltes noves narracions", amb "les baixes, les coses que han crescut a la Flota Estel·lar com a resultat de la guerra" que es traslladaran a la següent temporada. A finals de mes, Berg i Harberts havien desenvolupat una guia per a una segona temporada. Després de l'estrena de la sèrie, Kurtzman va dir que s'havia proposat una "gran idea" a mitja producció de la primera temporada que es va convertir en la "columna vertebral" de la segona, amb els "emocionals" dels guionistes brúixola" havent-los indicat que fessin servir aquesta idea. Va afegir que els productors de la sèrie volien evitar anunciar les dates d'estrena de les futures temporades només per endarrerir-les com va passar a la primera temporada, però esperava que una segona temporada estigués disponible a principis del 2019 sempre que la qualitat i l'abast de la sèrie no es veiessin compromesos per aconseguir-ho.

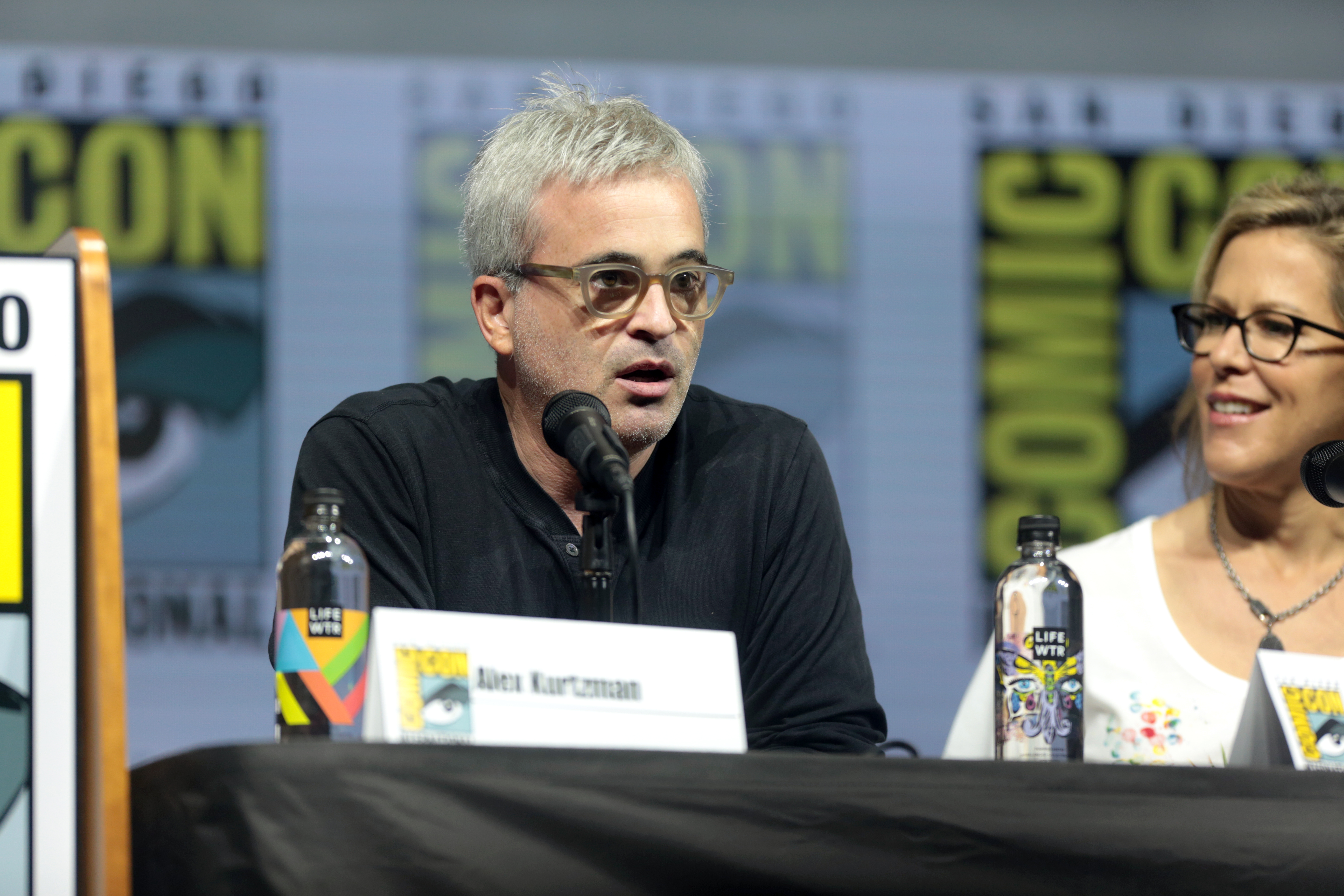
El cocreador Alex Kurtzman es va convertir en l'únic showrunner de la sèrie durant la producció de la segona temporada.

El 23 d'octubre, CBS All Access va encarregar oficialment una segona temporada de 13 episodis. El president de CBS Interactive, Marc DeBevoise, va citar l'augment de les subscripcions a All Access des del debut de la sèrie, així com l'aclamació de la crítica i l'interès dels fans, en anunciar la renovació. El juny de 2018, durant la producció Durant la temporada, CBS Television Studios va acomiadar Berg i Harberts. L'estudi i la cadena estaven satisfets amb els guions i els primers talls d'episodis ja filmats, però el primer episodi havia superat significativament el pressupost, fins al punt que els pressupostos per a episodis posteriors s'haurien de reduir, i presumptament la parella va ser abusiva amb l'equip de guionistes, i diversos guionistes es van sentir incòmodes treballant amb ells. Alguns havien estat amenaçats per Harberts després d'expressar la seva intenció de presentar una queixa formal. Kurtzman va ser nomenat únic productor creador en el seu lloc, i va ser descrit com la "cola que manté unida Discovery". Kurtzman va assumir el paper perquè sentia que Berg i Harberts s'havien vist obligats a "recollir els trossos" després de la marxa de Fuller i no volia que algú altre ho tornés a fer. Tot i no tenir previst presentar "Discovery", Kurtzman, com a cocreador de la sèrie, sentia que era la seva responsabilitat assegurar-se que funcionés.
Amb el canvi de productor  creador va arribar la notícia que Goldsman no havia tornat com a productor executiu per a la segona temporada, després de ser la "mà dreta" de Kurtzman a la primera, perquè tenia un "estil de gestió i una personalitat que xocaven amb l'equip de guionistes". A finals de juny, James Duff es va incorporar com a productor executiu per ajudar Kurtzman a dirigir la sala de guionistes. Olatunde Osunsanmi, que va exercir de director i coproductor executiu durant la primera temporada, es va convertir en productor executiu complet i va ser nomenat director de producció per a la resta de la temporada. A més, Jenny Lumet, que es va incorporar com a productora consultora al principi de la temporada, va ser ascendida a coproductora executiva. El juliol de 2018, es va confirmar que la temporada s'estrenaria el gener de 2019. L'estrella Anson Mount va revelar al desembre que la temporada s'havia ampliat a 14 episodis per amortitzar el cost dels retards de producció després del canvi de productor creador.

### Escriptura
Els guionistes de la sèrie van començar a treballar en la segona temporada el desembre de 2017, i consideraven "ciència vs. fe" com a tema principal. Harberts va dir que la temporada estaria "plena" de coses que no van poder fer a la primera. El març de 2018, va aclarir que la sèrie no sols tractaria la religió, sinó també "patrons a les nostres vides. Significa connexions que no es poden explicar. Qui entra a la teva vida i qui surt de la teva vida i aquestes impressions indelebles que la gent fa... aquesta és una de les nostres idees més importants ara i s'està entrellaçant amb la vida de tots els nostres personatges." Una cosa que Kurtzman va considerar que la millor sèrie de Star Trek tenia eren els exàmens del món real en el moment de la seva creació, i per tant aquesta temporada abordaria "la construcció de murs al nostre voltant, literalment, per mantenir la gent fora" i com això pot "desaprofitar la nostra comprensió essencial de la doctrina de la Flota Estel·lar i què significa assumir la diversitat". Mount va sentir que la temporada va ser capaç de "tornar a aquestes grans preguntes" perquè ja no qüestionava el lideratge del Discovery com es va fer amb el capità Gabriel Lorca a la primera temporada. Kurtzman va assenyalar que la religió és un tema controvertit entre els fans de Star Trek, i l'estudi de la fe de la sèrie "mai va tractar tant de criticar la religió com de la fe en els altres i en ells mateixos". Va sentir que el protagonista Michael Burnham lluita amb la fe perquè no va ser criada amb ella, però és recompensada per trobar-la. Ho va interpretar com una frase: "Si creus en tu mateix, en última instància, el millor resultat es presenta".
Sense la història de la Guerra de la Federació-Klíngon de la primera temporada, Kurtzman va dir que hi hauria menys enfocament en els klíngons a la segona temporada i moltes menys escenes només amb klíngons, però que els personatges klíngons encara apareixerien. Va afegir que els klíngons es tornarien a créixer els cabells per demostrar que ja no estan en guerra, cosa que va dir que sempre va ser intencionada i no una resposta a les crítiques dels fans sobre els klíngons calbs de la primera temporada. La segona temporada té una única història serialitzada com la primera temporada, però els guionistes es van moure cap a una sensació més episòdica tenint un personatge o pregunta central per a cada episodi. La segona temporada comença on va acabar la primera temporada, amb l'arribada de l'USS Enterprise. Això enllaça amb una història més àmplia que és l'arc principal de la segona temporada, que implica set senyals misteriosos i una misteriosa figura d'"àngel vermell". Harberts volia explorar el personatge Christopher Pike, capità de l' Enterprise, ja que sentia que no se l'havia vist gaire a la franquícia. El germà adoptiu de Burnham, Spock, també és membre de la tripulació de l'Enterprise, però Harberts estava menys interessat a explorar-lo donades les seves nombroses aparicions al llarg de la franquícia Star Trek. Harberts també es va mostrar reticent a tenir un actor que no fos Leonard Nimoy o Zachary Quinto per interpretar el personatge. Tanmateix, es va confirmar que Spock seria inclòs a la temporada l’abril de 2018, i la seva relació amb Burnham es van convertir en la part més important de la temporada per a Kurtzman. Els guionistes volien explicar una nova història amb Spock que mostrés com s'acostava més a les versions de Nimoy i Quinto amb el temps, cosa que es va significar visualment fent que el personatge s'afaités la barba al final de la temporada per semblar-s'hi més. La temporada també revela que va ser la relació de Burnham amb Spock la que li va permetre "realitzar-se completament" amb James T. Kirk a la sèrie original de "Star Trek", cosa que va ser un desenvolupament important per a Kurtzman a l'hora d'explorar aquesta part de la vida de Spock.
El final de temporada havia de respondre a tots els misteris de la temporada, completar els arcs dels personatges, presentar una gran batalla i ambientar històries per a la temporada següent. Mentre planejaven això, els guionistes es van adonar que no podien fer justícia de tot en un sol episodi. Va ser per aquesta època que la CBS va afegir un episodi addicional a l'ordre de la temporada, cosa que va permetre als guionistes ampliar els seus plans a un final de temporada en dues parts. La productora executiva Michelle Paradise va comparar l'abast del final amb un llargmetratge. Un objectiu dels productors creadors de la temporada era "cimentar Discovery fermament a la línia temporal" reconciliant alguns dels aparents errors de continuïtat de la primera temporada, com ara per què Spock mai ha esmentat Burnham a la franquícia o per què la tecnologia avançada de motor d'espores de Discovery no s'utilitza en altres naus espacials en sèries posteriors de Star Trek. La temporada acaba amb Discovery i la seva tripulació viatjant més de 900 anys en el futur, i Spock recomanant a la Flota Estel·lar que la nau estel·lar i la seva tripulació no es tornin a esmentar mai més per evitar que es repeteixin els esdeveniments de la temporada. Kurtzman va dir que aquesta solució es va escollir després de mesos de treball amb els guionistes, que incloïen consideracions sobre el futur de la sèrie; va comparar la decisió amb la pel·lícula Star Trek (2009) que inicia una nova línia temporal per evitar una continuïtat establerta.

### Càsting
La temporada està protagonitzada per la Sonequa Martin-Green que torna com a Burnham, Doug Jones com a Saru, Anthony Rapp com a Paul Stamets, Mary Wiseman com a Sylvia Tilly, i Shazad Latif com a Voq / Ash Tyler. Wilson Cruz reprèn el seu paper de convidat de Hugh Culber, que va morir a la primera temporada, i és ascendit al repartiment principal de la segona.

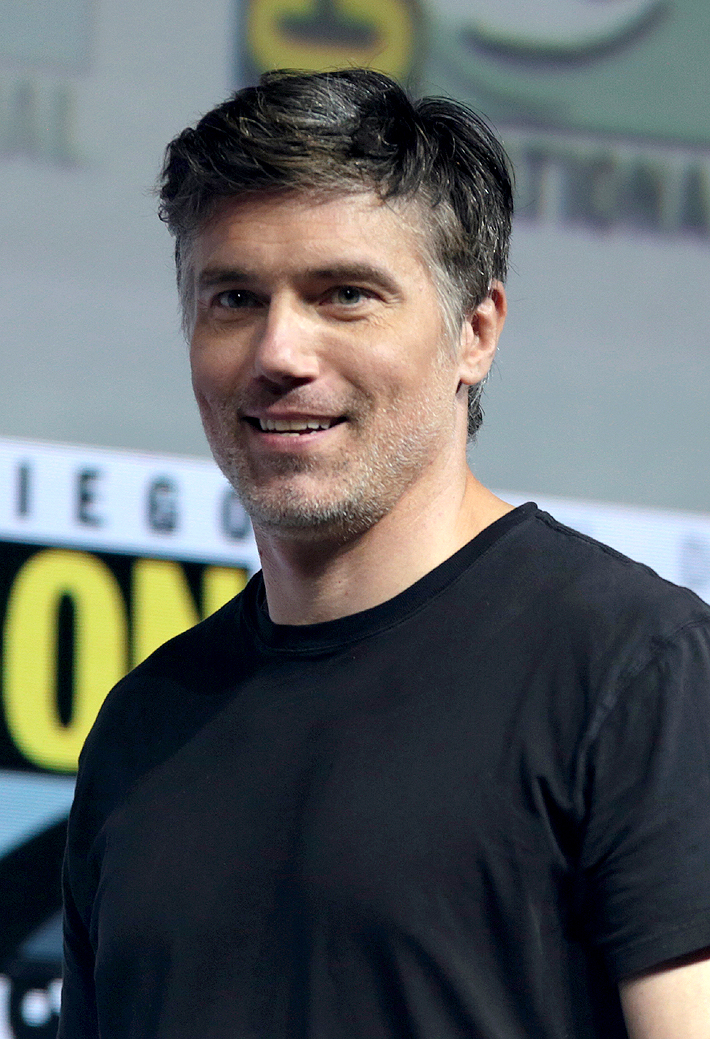
Anson Mount es va unir al repartiment de la sèrie per a aquesta temporada, interpretant el capità temporal de Discovery, Christopher Pike, un personatge de la sèrie original Star Trek.

L'abril de 2018, Anson Mount, que va ser considerat per al paper de Lorca a la primera temporada, va ser escollit com a Pike, i es va confirmar que hi apareixeria un jove Spock; Kurtzman va assenyalar que el càsting per a Spock va tenir en compte un equilibri entre la lògica vulcaniana i la revelació de "l'emoció als ulls i als petits gestos". Mount va revelar al juliol que protagonitzaria la temporada completa, i que Rebecca Romijn interpretaria el personatge de la sèrie original Número U. Mount i Romijn van signar contractes d'un any per a la sèrie, amb els seus personatges inclosos per ajudar a alinear la sèrie amb la continuïtat més àmplia de "Star Trek". A l'agost, es va anunciar que Ethan Peck interpretaria Spock a la temporada. Kurtzman va comparar l'actor amb Nimoy i Quinto i va declarar que creia que Peck "encarnaria, com ells, sense esforç les millors qualitats de Spock, més enllà de la lògica òbvia: empatia, intuïció, compassió, confusió i anhel".
El març de 2018 es va revelar un final alternatiu a la primera temporada, presentant un agent de la Secció 31 anomenat Leland, interpretat per Alan van Sprang. Els productors van confirmar que Van Sprang interpretaria el personatge a la segona temporada. Van Sprang havia treballat amb Berg i Harberts a la sèrie Reign, i havien estat intentant trobar un personatge perquè interpretés durant tota la producció de la primera temporada. L'actor va dir que el seu paper era una "part important" de la segona temporada. El final alternatiu va veure Leland acostar-se a la Philippa Georgiou de Michelle Yeoh per unir-se a la Secció 31, i, el febrer de 2018, Kurtzman va dir que era possible que Yeoh repetís el paper a la segona temporada juntament amb Jason Isaacs com a Gabriel Lorca. Es va confirmar que Yeoh apareixeria a la temporada per continuar la història de la Secció 31 a l'octubre de 2018, mentre que el gener de 2019, Kurtzman va dir que Isaacs no apareixeria però que encara podria tornar en el futur.
Tig Notaro va ser escollida per al paper convidat de Denise Reno a l'abril de 2018. Més tard va revelar que aquest seria un paper recurrent durant la temporada, i que havia pogut canviar el nom del seu personatge a Jett Reno. Aquell octubre, Martin-Green va anunciar que el seu marit Kenric Green havia estat escollit per a la temporada i que faria una "contribució indeleble". Interpreta el pare de Burnham, Mike, en un flashback a l'episodi "Perpetual Infinity", mentre que Sonja Sohn interpreta la seva mare Gabrielle. Aquest últim es revela com l'"Àngel Vermell", un personatge que es veu al llarg de la temporada. Diversos altres convidats recurrents també tornen de la primera temporada, incloent-hi James Frain com a Sarek, Mia Kirshner com a Amanda Grayson, Mary Chieffo com a L'Rell, i Jayne Brook com a Katrina Cornwell. A la temporada s'introdueixen Bahia Watson com a May Ahearn i Rachael Ancheril com a Nhan. Kenneth Mitchell, que va tenir un paper recurrent a la primera temporada com el Klíngon Kol, apareix a la segona temporada com a parent de Kol. Kol-Sha. També interpreta la versió antiga de Tenavik, el fill de L'Rell i Tyler.
Hannah Cheesman va assumir el paper d'Airiam per a la temporada, amb l'actriu original Sara Mitich reelegida per al paper de Nilsson. Altres protagonistes que tornen inclouen Emily Coutts com a Keyla Detmer, Patrick Kwok-Choon com a Gen Rhys, Oyin Oladejo com a Joann Owosekun, Ronnie Rowe Jr. com a R. A. Bryce, Ali Momen com a Kamran Gant, i Julianne Grossman com a veu de l'ordinador de Discovery. David Benjamin Tomlinson també apareix al llarg de la temporada com a Linus. Hannah Spear i Yadira Guevara-Prip reprenen respectivament els seus papers de Star Trek: Short Trek com la germana de Saru, Siranna (del curtmetratge "The Brightest Star") i l'amiga de Tilly, Me Hani Ika Hali Ka Po (del curtmetratge "Runaway"). L'episodi "If Memory Serves" comença amb imatges d'arxiu del pilot original de Star Trek "La gàbia" amb els actors originals de diversos personatges de la sèrie, com ara Spock, Pike i Número U, així com Vina i el Guardià, interpretats a Discovery per Melissa George i Rob Brownstein, respectivament.

### Disseny

#### Vestuari
La dissenyadora de vestuari Gersha Phillips i el seu equip van crear més de 180 vestuaris diferents per a la temporada. Per als vestuaris de l'"Enterprise", Phillips va aplicar els colors dels vestuaris de la sèrie original al disseny i l'estil dels uniformes de la "Discovery". Va observar que els colls dels uniformes de la "Discovery" ja evocaven el disseny en forma de V dels colls dels uniformes originals. La diferència d'uniformes entre les tripulacions de la "Discovery" i l'"Enterprise" s'explica quan un personatge comenta que els uniformes més acolorits són nous i que s'introdueixen a la Flota Estel·lar començant per "Enterprise". Phillips i el seu equip van passar per alt el fet que els uniformes de la "Discovery" identifiquen el rang mitjançant punts a les seves insígnies de la Flota Estel·lar, que no són presents als uniformes de l'"Enterprise", i per tant no hi havia cap identificació de rang en cap dels personatges de l'"Enterprise". L'error va ser assenyalat per John Van Citters, el vicepresident de gestió de marca "Star Trek" a CBS Studios, i la solució va ser afegir ratlles a les mànigues dels uniformes. Es van utilitzar efectes visuals per afegir aquestes ratlles a les imatges anteriors a la descoberta de l'error.
Es va demanar a Phillips que fes els vestits de la Secció 31 de color negre i que no donés uniforme als personatges. Phillips es va assegurar que aquests vestits fossin diferents de l'estil més net dels uniformes principals de la Flota Estel·lar per destacar els diferents tipus de persones contractades per la Secció 31 i el seu enfocament diferent. Va assenyalar que això era apropiat per a Georgiou, que Phillips creia que "no portaria uniforme, perquè no s'hi conformaria". Les instruccions de Kurtzman a Phillips pel que fa als talosians van ser que mirés els vestits de la sèrie original i els "remodelés". Després de veure els seus primers dissenys per als vestits, Kurtzman li va demanar que els portés més enllà. Phillips va utilitzar teles amb textures inflades impreses per als vestits. Els talosians també porten collarets dissenyats en col·laboració amb la joiera Dana Schneider. El vestit de l'Àngel Vermell es va inspirar en el vestit de Scarlett Johansson de la pel·lícula Ghost in the Shell (2017), amb la contribució del mestre d'atrezzo de Discovery, Mario Moreira, al disseny. Es va crear amb les empreses Plassens i By Design mitjançant impressió 3D. Phillips va declarar que tots els actors que portaven el vestit van dir que era un dels més còmodes de portar, i va assenyalar que aquest no sol ser el cas dels actors que porten vestits complexos.
Pel que fa als klíngons, Phillips estava emocionat de representar l'espècie en temps de pau i va poder produir diversos vestits diferents que no estaven basats en guerrers. Phillips va assenyalar que en aparicions anteriors, els grups de klíngons sovint es representaven amb el mateix vestit, però a Discovery hi havia un mandat de tenir aspectes més diversos dins dels grups d'alienígenes. El vestuari de L'Rell és provocatiu per mostrar el personatge "simplement com la dona que [és] i fer-la sentir més com un personatge complet". Phillips es va inspirar en diversos vestits klíngon de Star Trek: La nova generació per a la temporada. Un dels vestits de L'Rell es va crear a partir d'una granota comprada a Gelareh Designs, una empresa de roba que Phillips anomena "la botiga klíngon". Una capa per al vestit es va fer amb peces de cuir que es van treure de la granota i es van pintar.

#### Pròtesis
Glenn Hetrick i Neville Page d'Alchemy Studios, que proporcionen pròtesis i armadures per a la sèrie, van insinuar el maig de 2018 que la temporada presentaria un personatge "veritablement alienígena" per al qual havien de trobar noves maneres de reduir el pes de les pròtesis i fer-les transpirables per a l'actor, així com intentar millorar la visió de l'actor perquè els ulls de la criatura no s'alineaven amb on es posicionen els ulls humans. Hetrick va dir que hi hauria pròtesis més interessants per als extres, mentre que la parella va poder utilitzar una espècie del cànon anterior de "Star Trek" que no havia estat a la primera temporada després de produir una llista d'espècies que els agradaria utilitzar per als productors executius.

#### Naus estel·lars
Es van construir diversos decorats nous per a la "Discovery" per a la temporada, afegint-se als construïts per a la primera. Aquests incloïen un nou "corredor circular" i noves entrades als decorats del menjador i la infermeria. El set d'enginyeria de la primera temporada també es va renovar per a la segona, i la dissenyadora de producció Tamara Deverell va explicar que el departament de cinematografia tenia problemes amb la gran quantitat de llum que provenia de la cambra d'espores en contrast amb la resta de la sala. A més, alguns sets de la primera temporada es van reutilitzar per a la segona temporada, i la sala de preparació de Lorca de la primera temporada  es va convertir en un nou laboratori científic per a Burnham a la segona temporada.
John Eaves i Scott Schneider, dissenyadors de les naus espacials de la sèrie, van haver de redissenyar l'USS "Enterprise" per a "Star Trek: Discovery", fent-la un 25% diferent del disseny original de Matt Jefferies a causa de preocupacions legals sobre la propietat de diferents elements de "Star Trek". La CBS finalment va confirmar que eren lliures de reutilitzar el disseny de Jefferies a "Star Trek: Discovery", però va mantenir els canvis fets per Eaves i Schneider com a millores creatives que aprofitaven els efectes visuals moderns. Aquests canvis incloïen l'addició d'elements que es podien eliminar o substituir de manera realista en el temps entre aquesta sèrie i el començament de la sèrie original. El departament d'efectes visuals va fer més ajustaments al disseny després que Eaves i Schneider completessin la seva feina. La versió final de la nau que es veu a la sèrie també adopta algunes de les característiques de l'"Enterprise" de les pel·lícules, com ara ser "una mica més grossa, una mica més gran", per encaixar en l'estètica de la sèrie. En desenvolupar això, Kurtzman va explicar que els dissenys originals de l'"Enterprise" semblarien fora de lloc a la sèrie a causa de la tecnologia moderna molt més avançada que s'utilitza per produir la sèrie. Va afegir que qualsevol decorat dissenyat per a l'"Enterprise" uniria l'aspecte de la sèrie original i la de "Discovery" tot intentant adherir-se al cànon.
Hi havia hagut plans per mostrar l'interior de l'"Enterprise" durant el final de la primera temporada, però finalment es va guardar per a la segona temporada. Deverell va fer una investigació exhaustiva sobre els decorats originals abans d'intentar recrear-los utilitzant l'estil de Discovery, incloent-hi la cerca als arxius de la CBS per fer proves de color als decorats originals del pont, que presenten un vermell distintiu que de vegades semblava taronja a la sèrie original (Discovery inclou una broma sobre que el pont és taronja, tot i que Deverell va insistir que és vermell). El plató de ponts "Enterprise" es va construir en un nou escenari de so específicament per al final de la segona temporada en dues parts, en lloc de ser un plató reutilitzat. James Cawley, propietari de l'"Official Star Trek Set Tour", va proporcionar reproduccions dels botons del plató original perquè Deverell hi basés.

### Rodatge
El rodatge de la temporada va començar als Pinewood Toronto Studios el 16 d'abril de 2018, sota el títol provisional "Green Harvest". La producció estava prevista que tingués lloc a l'estudi fins al 8 de novembre. En el moment de l'acomiadament de Berg i Harberts, la producció estava en marxa al cinquè episodi de la temporada, i es va planejar una pausa en el rodatge a continuació. Això va permetre a Kurtzman prendre's el temps per "reagrupar" l'equip de guionistes sense endarrerir la producció de la temporada. La producció finalment es va endarrerir prou com per haver d'allargar el seu temps a Pinewood per completar la temporada, i per amortitzar aquests costos, la CBS va afegir un episodi addicional a la temporada, cosa que va ajornar el final del rodatge de la temporada fins al 21 de desembre. A causa del retard, el director d'episodis Jonathan Frakes finalment va dirigir el novè episodi de la temporada en lloc del desè previst originalment.
Kurtzman esperava que si la sèrie es projectés en un cinema semblés indistingible d'una pel·lícula, i va optar per utilitzar lents anamòrfiques per a la temporada per "transmetre immediatament una sensació d'abast i escala". També va pressionar els departaments d'il·luminació i disseny perquè utilitzessin el color de maneres que tradicionalment no es consideren per a la televisió, i va desafiar els directors d'episodi a rodar una escena on no utilitzessin la mateixa presa dues vegades; això era per animar-los a utilitzar opcions de presa més inventives en lloc de la típica "cobertura", que és quan es filma una presa mestra de l'escena més qualsevol angle addicional des de diferents costats que hi hagi temps per capturar. Kurtzman volia tantes opcions com fos possible per als editors durant la postproducció. Abordant el fet que "Star Trek" es va inspirar originalment en la tradició naval, Kurtzman va dir que la temporada s'inclinaria més cap a això que la primera, especialment en la manera com van filmar les escenes del pont i una seqüència funerària. Va anomenar "Marea roja" (1995) com a influència per a l'estil de filmació. Frakes va reiterar l'enfocament cinematogràfic de la sèrie, especialment comparant el treball de càmera amb l'estil de les pel·lícules de "Star Trek" dirigides per J. J. Abrams. Va afegir que Osunsanmi va animar els directors d'episodis a "expressar-nos visualment de la manera més emocionant possible".
Durant el rodatge a l'agost de 2018, Mount va causar una "baralla física al plató" amb un director quan el va tocar mentre assajava una acció de senyalització abans de començar una escena. L'incident va ser informat al departament de recursos humans de la CBS, que el va revisar i va decidir no prendre cap mesura disciplinària vers Mount. L'actor havia demanat disculpes al director en aquell moment. L'incident no va tenir cap efecte en la participació de Mount a la sèrie, ja que el treball a la temporada va continuar sense interrupcions i es creia que la producció de la sèrie estava interessada a treballar més amb Mount tot i que el seu contracte només era per a la segona temporada.

### Efectes visuals
Els efectes visuals de la temporada van ser proporcionats per CBS Digital, Crafty Apes, Filmworks FX, Fx3x, Ghost VFX, Pixomondo i Spin VFX. Inclouen entorns creats digitalment i extensions de decorat per retratar nous planetes, les naus espacials i visuals espacials, així com millores digitals als ganglis d'amenaça de Saru, i l'addició d'hologrames i visuals externs al Discovery. Els decorats completament digitals creats per a la temporada inclouen l'hangar del Discovery i la xarxa micelial, amb els actors actuant davant de la pantalla verda per a aquests. Es va utilitzar un accessori al plató per al fill petit de Tyler i L'Rell, Tenavik, amb un cap digital afegit que es va animar mitjançant captura de rendiment.

### Música
El compositor Jeff Russo tenia previst començar a treballar en la segona temporada el maig de 2018, després de rebre el primer guió de la temporada. No esperava canviar significativament el to de la seva música per a la temporada, ja que sentia que s'havia dedicat molta feina a la primera temporada a crear un so únic per a la sèrie dins de la franquícia "Star Trek", que li agradaria continuar fent avançar. Russo creia que la banda sonora de la segona temporada se centraria més en els aspectes "de capa i espasa" que va escriure de vegades per a la primera temporada. Russo generalment treballa directament amb els productors creadors en lloc de qualsevol dels directors episòdics, però va parlar de la seva banda sonora per al segon episodi de la temporada amb el director Frakes. Lakeshore Records va publicar digitalment un àlbum de la banda sonora de la temporada el 19 de juliol de 2019. Inclou tres pistes de la banda sonora de "Short Treks" de Russo. Tota la música està composta per Jeff Russo:
| 1.            | «The Final Frontier»                                                                          | 4:32  |
| 2.            | «Christopher Pike»                                                                            | 2:20  |
| 3.            | «Lost Communication»                                                                          | 2:10  |
| 4.            | «What's Wrong»                                                                                | 1:27  |
| 5.            | «All of Them»                                                                                 | 2:40  |
| 6.            | «I'm Coming Back»                                                                             | 1:39  |
| 7.            | «Flashback»                                                                                   | 3:30  |
| 8.            | «Stuck»                                                                                       | 1:43  |
| 9.            | «The Cathedral»                                                                               | 2:52  |
| 10.           | «He'll Never Know Me»                                                                         | 1:19  |
| 11.           | «The Sphere»                                                                                  | 0:44  |
| 12.           | «Quarantined»                                                                                 | 1:04  |
| 13.           | «Shields»                                                                                     | 3:05  |
| 14.           | «Questions»                                                                                   | 1:22  |
| 15.           | «Prey»                                                                                        | 3:34  |
| 16.           | «The Hull»                                                                                    | 4:06  |
| 17.           | «Airlock»                                                                                     | 2:03  |
| 18.           | «Ariam in Space»                                                                              | 2:35  |
| 19.           | «Fiercely Loyal»                                                                              | 3:06  |
| 20.           | «Song of Remembrance»                                                                         | 0:59  |
| 21.           | «On Site»                                                                                     | 4:28  |
| 22.           | «Two Minutes»                                                                                 | 2:49  |
| 23.           | «Big Picture»                                                                                 | 2:38  |
| 24.           | «Gone»                                                                                        | 4:46  |
| 25.           | «What Do They Call You»                                                                       | 1:38  |
| 26.           | «Pillar of the Past»                                                                          | 5:00  |
| 27.           | «Failure»                                                                                     | 2:43  |
| 28.           | «Essential Personnel»                                                                         | 2:17  |
| 29.           | «Goodbyes»                                                                                    | 2:59  |
| 30.           | «Pike on the Bridge»                                                                          | 3:07  |
| 31.           | «Ready»                                                                                       | 3:15  |
| 32.           | «Time Traveler»                                                                               | 2:45  |
| 33.           | «Change»                                                                                      | 1:41  |
| 34.           | «Goodbye, Pike»                                                                               | 3:40  |
| 35.           | «Spock's Personal Log»                                                                        | 4:43  |
| 36.           | «Star Trek: Discovery End Credits (Season 2 Finale Version)»                                  | 1:04  |
| 37.           | «Many Mudds» (From Short Treks: "The Escape Artist")                                          | 0:59  |
| 38.           | «Star Trek: Short Treks End Credits (Lounge Version)» (From Short Treks: "The Escape Artist") | 1:34  |
| 39.           | «Star Trek: Short Treks Main Title (Disco Version)» (From Short Treks: "The Escape Artist")   | 0:19  |
| Durada total: | Durada total:                                                                                 | 99:15 |

## Màrqueting

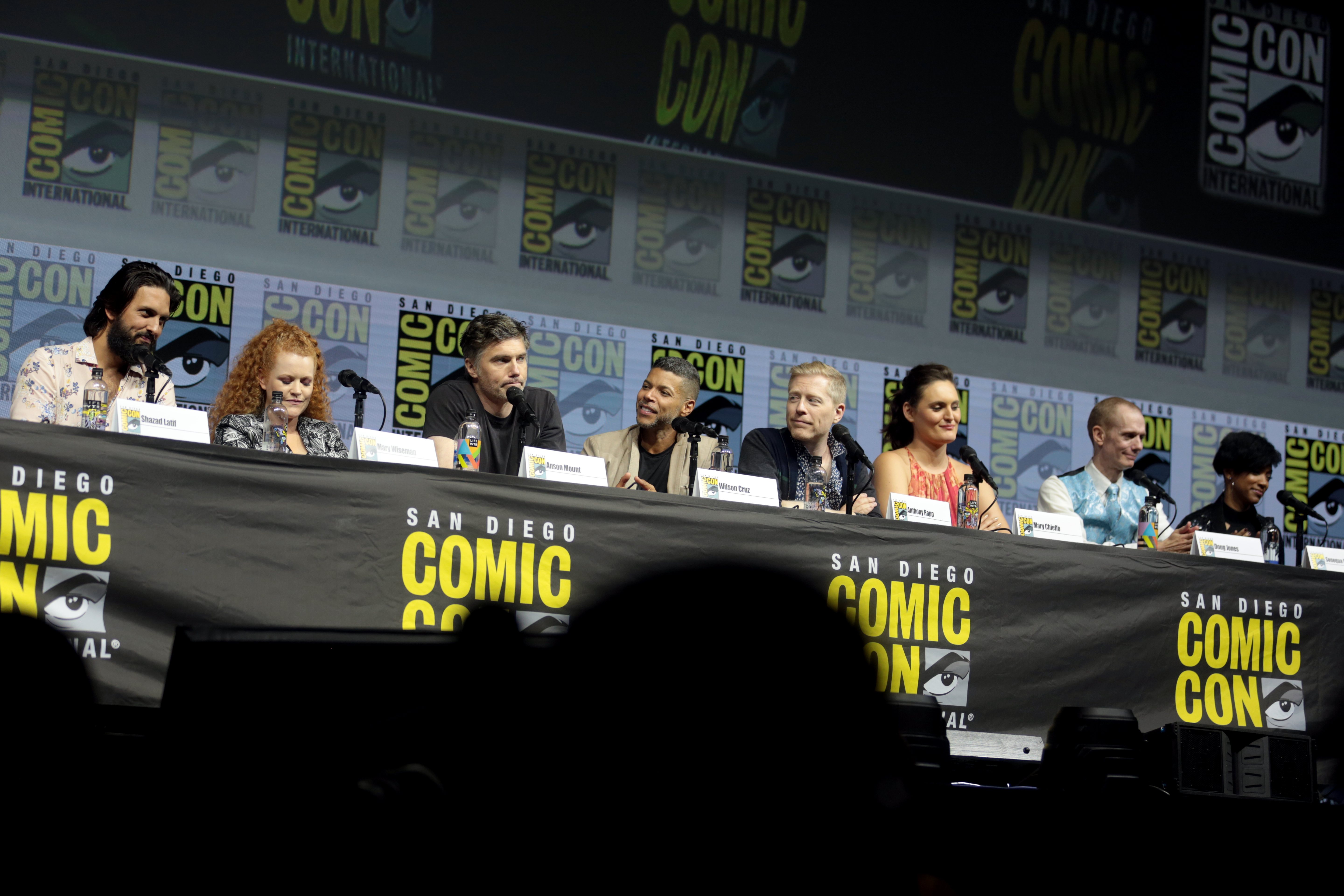
Panell de Star Trek: Discovery a la San Diego Comic-Con de 2018

La temporada es va promocionar a la Convenció Internacional de Còmics de San Diego el juliol de 2018, i Notaro va moderar un panell que va comptar amb Kurtzman, Martin-Green, Jones, Latif, Wiseman, Rapp, Cruz, Chieffo, Mount i la productora executiva Heather Kadin. El primer tràiler de la temporada va debutar al panell abans de ser publicat en línia. Scott Collura a IGN va destacar el to més lleuger del tràiler en comparació amb la primera temporada, així com els uniformes d'"Enterprise" que es veuen al tràiler. Kurtzman i membres del repartiment de la temporada van revelar un segon tràiler de la temporada en un panell a la New York Comic Con a l'octubre, oferint un primer cop d'ull a la versió de Spock de la sèrie.
Després que la temporada s'hagués completat l'emissió, es va celebrar una exposició de la sèrie al Paley Center for Media de Beverly Hills del 8 de maig al 7 de juliol de 2019, titulada ""Star Trek: Discovery – Fight for the Future"". Va cobrir el procés creatiu de la temporada, incloent-hi la producció i l'art conceptual, els models, l'atrezzo i el vestuari utilitzats durant la producció, peces del set com la cadira del capità de l'USS "Discovery" i busts de maquillatge protèsic complets. La instal·lació cobria dues plantes de l'edifici del Paley Center i era gratuïta per al públic.

## Llançament

### Transmissió en streaming i difusió
La temporada es va estrenar a CBS All Access als Estats Units el 17 de gener de 2019. Bell Media va emetre la temporada al Canadà a CTV Sci-Fi Channel (anglès) i Z (francès) el mateix dia que als Estats Units, abans de retransmetre episodis en streaming a Crave. Netflix va publicar cada episodi per a la seva transmissió en streaming en 188 països més en un termini de 24 hores després del seu debut als Estats Units. El setembre de 2020, ViacomCBS va anunciar que CBS All Access s'ampliaria i canviaria el nom a Paramount+ el març de 2021. Els episodis existents de la temporada van romandre a Paramount+ juntament amb les futures temporades de la sèrie. El novembre de 2021, ViacomCBS va anunciar que havia recomprat els drets de transmissió internacional de "Discovery" a Netflix amb efecte immediat. L'agost de 2023, el contingut de "Star Trek" es va eliminar de Crave i la temporada va començar a reproduir-se en streaming a Paramount+ al Canadà. Continuaria emetent-se a CTV Sci-Fi i estaria disponible a CTV.ca i a l'aplicació CTV.
L'episodi "The Sound of Thunder" es va posar a disposició per streaming gratuït a CBS.com, StarTrek.com i PlutoTV durant una setmana a partir del 17 de juny de 2020, com a part d'un esdeveniment de CBS All Access titulat #StarTrekUnited. L'episodi va ser un dels 15 episodis de Star Trek "més rellevants culturalment" que van ser escollits per ser inclosos com a part de l'esdeveniment, que va servir com a recaptació de fons per a diverses organitzacions, com ara Black Strategy Fund, Movement for Black Lives i Black Lives Matter. Per a la recaptació de fons, CBS All Access va donar 1 dòlar a una d'aquestes organitzacions per cada fan que tuitegés utilitzant el hashtag #StarTrekUnitedGives el dia 17 de juny.

### Mitjans domèstics
La temporada es va estrenar en format DVD i Blu-Ray als Estats Units el 12 de novembre de 2019. El llançament inclou dues hores de contingut extra, com ara reportatges, escenes eliminades, un recull de bromes i comentaris del repartiment i l'equip sobre quatre episodis, així com dos curtmetratges de la sèrie complementària Star Trek: Short Treks: "Runaway" i "The Brightest Star". El 2 de novembre de 2021 es va estrenar un conjunt multimèdia domèstic que recollia les tres primeres temporades de Discovery, amb més de vuit hores d'especials. inclou reportatges sobre el rodatge, escenes eliminades i ampliades, comentaris d'àudio i escenes eliminades.

## Recepció

### Resposta crítica
El lloc web agregador de ressenyes Rotten Tomatoes va informar d'una taxa d'aprovació del 81% per a la segona temporada, amb una puntuació mitjana de 7,35/10 basada en 209 ressenyes. El consens crític del lloc web diu: "La segona temporada de Discovery neteja amb èxit, encara que tossudament, les trames problemàtiques del passat de Trek alhora que dramatitza eficaçment noves visions de la història". La qualificació mitjana de cadascun dels episodis individuals de la temporada és del 82%. Metacritic, que utilitza una mitjana ponderada, va assignar una puntuació de 72 sobre 100 basada en les ressenyes de 10 crítics, cosa que indica crítiques "generalment favorables".
Moltes crítiques de l'estrena de la temporada van destacar el seu to més lleuger i el seu enfocament en l'aventura en comparació amb la primera temporada més fosca i centrada en la guerra. Això incloïa Rob Owen, que escrivia per al Pittsburgh Post-Gazette, que va elogiar l'episodi per tenir "una mica de diversió pel camí", com diu Pike. Verne Gay del Newsday va qualificar l'episodi de "molt més divertit i enèrgic", donant-li tres estrelles de quatre. Gay també va destacar com de cara que semblava la temporada, comparant-la amb el valor de producció de Game of Thrones, així com el repartiment que torna i les noves incorporacions com Notaro i Mount. Emily VanDerWerff de Vox també va qualificar l'estrena de divertida, atribuint-ho a Mount, així com al misteri central de la temporada, als nous membres del repartiment com Notaro i a l'estil narratiu més episòdic. Va expressar la seva preocupació per l'enfocament de la temporada en elements anteriors de "Star Trek", però va considerar que això funcionaria si utilitzava aquests elements per explorar més a fons els personatges de la sèrie. A Newsweek, Andrew Whelan va pensar que l'estrena era prometedora, destacant les seves escenes d'acció i el repartiment (especialment Mount i Notaro). Va ser crític amb el focus continu en la història de Burnham en lloc de desenvolupar el seu personatge basant-se en accions presents.
Revisant la temporada completa, Jordan Hoffman de Polygon va elogiar Mount i Peck, expressant la seva decepció per no tornar per a la tercera temporada i suggerint que les seves històries continuessin d'alguna altra manera. Malgrat això, es va mostrar positiu sobre la manera com la temporada encara se centrava en Burnham i els seus altres personatges principals en lloc de deixar que els personatges existents de Star Trek s'apoderessin de la sèrie. Hoffman també va ser positiu sobre els esforços fets al final de temporada per alinear la sèrie amb el cànon existent de "Star Trek", i va elogiar la decisió de fer que la "Discovery" viatgés al futur creient que era "on haurien d'haver estat en primer lloc". Devon Maloney de Vulture va elogiar l'arc argumental de tota la temporada i com els diversos elements de misteri es van unir al final. Va descriure els canvis fets a l'episodi final per alinear-se amb la continuïtat com una "revisió molestament enginyosa", i també va destacar els visuals i la música cinematogràfica de la temporada, que va comparar amb les pel·lícules de "Star Wars". Scott Collura a IGN també va elogiar el salt al futur, però va considerar que els intents d'arreglar la continuïtat de la franquícia van ser menys reeixits. En general, va considerar que la temporada va ser "descurada" i "bastant efectiva, oferint una bona interacció entre personatges, efectes visuals i bojos, i alguns moments de grandesa de "Star Trek". Collura també va expressar interès en una nova sèrie després de Spock a l'"Enterprise". Darren Franich va criticar la temporada a Entertainment Weekly, qualificant-la amb una 'C−'. Va considerar que la història serialitzada era massa allargada, va dir que el personatge de Burnham no va rebre un desenvolupament interessant i va qualificar els esforços fets al final de la temporada per vincular-se a la continuïtat existent com a "estúpids". Va elogiar Mount i Notaro, i va sentir que la següent temporada només podia ser millor que aquesta.
A més dels crítics que van expressar interès a veure Mount i Peck continuar en una nova sèrie després del final de la temporada, els fans també van començar a demanar una sèrie d'aquest tipus, fins i tot a través de peticions en línia. Tant Mount com Peck van respondre positivament a la idea, igual que Kurtzman, que va dir a l'abril de 2019: "Els fans han estat escoltats. Tot és possible al món de Trek. M'encantaria recuperar aquesta tripulació més que res". CBS All Access va encarregar oficialment una sèrie derivada centrada en la tripulació de Enterprise, titulada Star Trek: Strange New Worlds, el maig de 2020. Mount, Peck i Romijn reprenen els seus papers a la sèrie derivada.

### Reconeixements
La temporada és una de les 21 sèries de televisió que van rebre The ReFrame Stamp per a la temporada 2018-2019. El segell és atorgat per la coalició per a l'equitat de gènere ReFrame com a "marca de distinció" per a projectes de cinema i televisió que han demostrat tenir una contractació equilibrada de gènere, i s'atorguen segells a projectes que contracten persones que s'identifiquen com a dones, especialment dones de color, en quatre de les vuit àrees crítiques de la seva producció.
| Any  | Premi                                                   | Categoria                                                                            | Destinatari                                           | Resultat  | Ref.    |
| ---- | ------------------------------------------------------- | ------------------------------------------------------------------------------------ | ----------------------------------------------------- | --------- | ------- |
| 2019 | Premis del Costume Designers Guild                      | Excel·lència en televisió de ciència-ficció/fantasia                                 | Gersha Phillips                                       | Nominat   | [ 109 ] |
| 2019 | Gremi de Directors del Canadà                           | Millor Disseny de Producció – Sèrie Dramàtica                                        | Tamara Deverell (per "Such Sweet Sorrow, Part 2")     | Guanyador | [ 110 ] |
| 2019 | Premis Dragon                                           | Millor sèrie de televisió de ciència-ficció o fantasia                               | Star Trek: Discovery                                  | Nominat   | [ 111 ] |
| 2019 | Premis de Música en Mitjans de Comunicació de Hollywood | Banda Sonora Original – Programa de TV / Sèrie Limitada                              | Jeff Russo                                            | Nominat   | [ 112 ] |
| 2019 | Associació Professional de Hollywood                    | Efectes visuals destacats – Episòdic (més de 13 episodis)                            | "Such Sweet Sorrow, Part 2"                           | Nominat   | [ 113 ] |
| 2019 | Premis Emmy d'Arts Creatives Primetime                  | Disseny destacat de títol principal                                                  | Star Trek: Discovery                                  | Nominat   | [ 114 ] |
| 2019 | Premis Emmy d'Arts Creatives Primetime                  | Maquillatge protètic destacat per a una sèrie, sèrie limitada, pel·lícula o especial | "If Memory Serves"                                    | Guanyador | [ 114 ] |
| 2019 | Premis Emmy d'Arts Creatives Primetime                  | Millor edició de so per a una sèrie de comèdia o dramàtica (una hora)                | "Such Sweet Sorrow, Part 2"                           | Nominat   | [ 114 ] |
| 2019 | Premis Emmy d'Arts Creatives Primetime                  | Millors efectes visuals especials                                                    | "Such Sweet Sorrow, Part 2"                           | Nominat   | [ 114 ] |
| 2019 | Premis Saturn                                           | Millor sèrie de ciència-ficció, acció i fantasia en streaming                        | Star Trek: Discovery                                  | Guanyador | [ 115 ] |
| 2019 | Premis Saturn                                           | Millor actriu en una presentació en streaming                                        | Sonequa Martin-Green                                  | Guanyador | [ 115 ] |
| 2019 | Premis Saturn                                           | Millor actor secundari en una presentació en streaming                               | Wilson Cruz                                           | Nominat   | [ 115 ] |
| 2019 | Premis Saturn                                           | Millor actor secundari en una presentació en streaming                               | Doug Jones                                            | Guanyador | [ 115 ] |
| 2019 | Premis Saturn                                           | Millor actor secundari en una presentació en streaming                               | Ethan Peck                                            | Nominat   | [ 115 ] |
| 2019 | World Soundtrack Awards                                 | Millor compositor de televisió de l'any                                              | Jeff Russo (per Star Trek: Discovery i altres sèries) | Nominat   | [ 116 ] |
| 2020 | Premis GLAAD Media                                      | Millor sèrie dramàtica                                                               | Star Trek: Discovery                                  | Nominat   | [ 117 ] |
| 2020 | Premis del Sindicat de Maquilladors i Perruquers        | Millors Efectes Especials de Maquillatge en Sèries de Televisió i Nous Mitjans       | Glenn Hetrick, James MacKinnon, i Rocky Faulkner      | Nominat   | [ 118 ] |